# Зирау

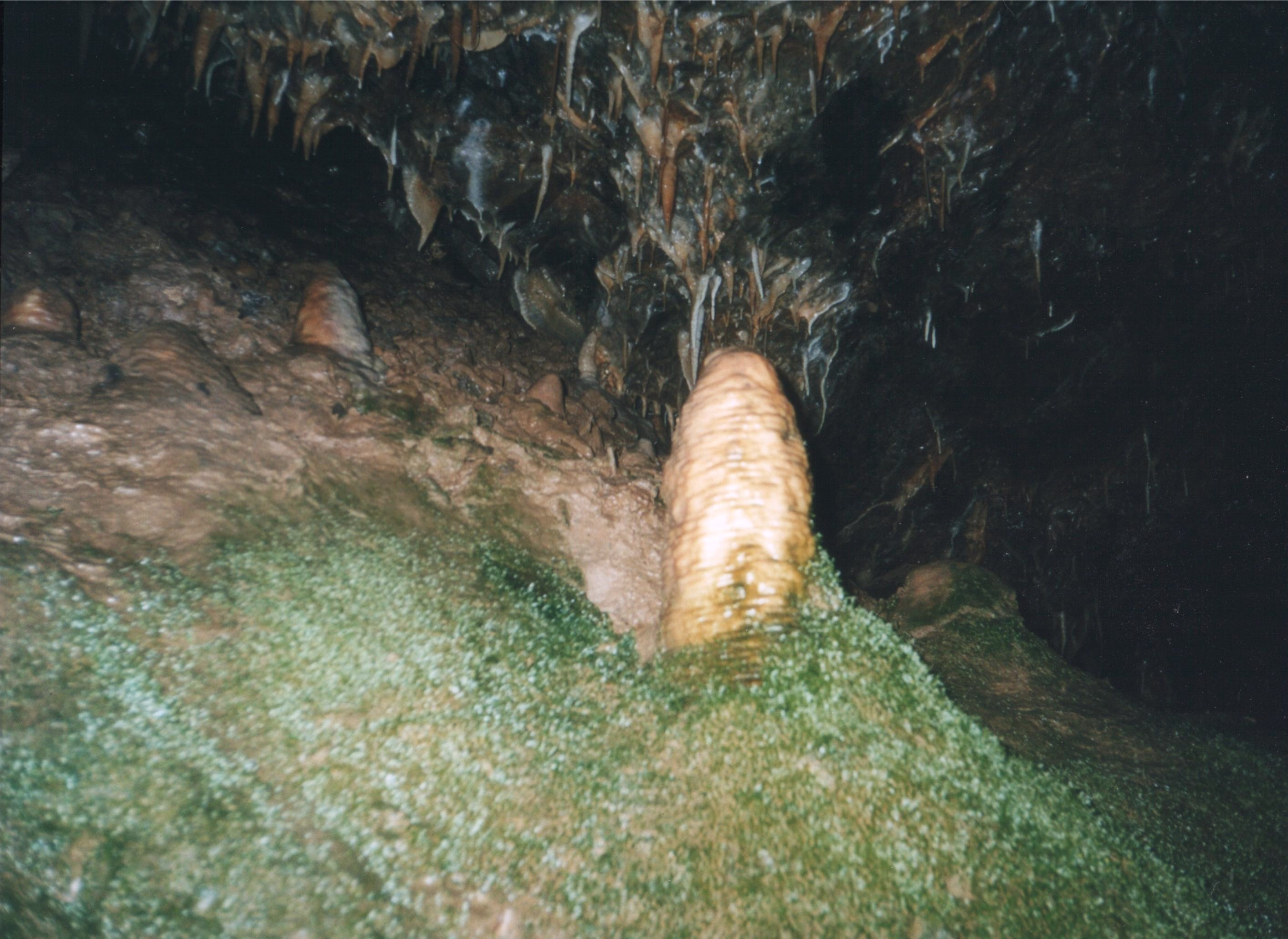
В «пещере дракона» в Зирау

Зирау (нем. Syrau) — деревня в Германии, в земле Саксония. Входит в состав общины Розенбах (Фогтланд) района Фогтланд.
Население составляет 1631 человек (на 31 октября 2007 года). Занимает площадь 15,66 км².
Впервые упоминается в 1282 году.
До 31 декабря 2010 года Зирау имел статус общины (коммуны). 1 января 2011 года вошёл в состав новой общины Розенбах (Фогтланд).

## Достопримечательности
Зирау знаменит своей пещерой («Пещера дракона»).